# Долорес Ібаррурі
Ісідо́ра Доло́рес Іба́ррурі Ґо́мес (ісп. Isidora Dolores Ibárruri Gómez; 9 грудня 1895, Ґальярта — 12 листопада 1989, Мадрид), більш відома як La Pasionaria — іспанська політична діячка баскійського походження, багаторічний перший секретар Комуністичної партії Іспанії. Лідер іспанських республіканців на часі Громадянської війни, авторка гасла ¡No Pasarán! (Вони не пройдуть!), озвученого під час битви за Мадрид. А також фразеологізму — Краще померти стоячи, аніж жити на колінах.

## Біографія
Народилася в багатодітній баскійській родині в містечку Гальярті, Країна Басків. Через складну матеріальну ситуацію не здобула в дитинстві належної освіти. З наймолодших років брала участь у соціалістичному русі. В 1916 році у віці 20 років одружилася з Хуліаном Руїсом. Коли його заарештували за участь у нелегальному страйку, Ібаррурі записалася в Комуністичну партію Іспанії (PCE). В той же час прийняла псевдонім, під яким прославилася у світі — La Pasionaria: так вона підписувала свої статті, написані під впливом праць Карла Маркса, які надсилала до гірницької газети «El Minero Vizcaíno». В наступні роки піднімалася партійною ієрархією, і 1930 року її обрали до керівництва партії.
Після встановлення Другої республіки Ібаррурі переселилася до Мадрида, де стала головною редакторкою лівої газети «Mundo Obrero» («Робітничий світ»). Активно виступала за права жінок, 1933 року брала участь як делегатка Комуністичної партії Іспанії у Комуністичному інтернаціоналі в Москві. 1936 року її було обрано до іспанського парламенту (від Народного фронту).
Весь світ почув про неї під час Громадянської війни в Іспанії. La Pasionaria була запеклим оборонцем республіки, віча з її участю збирали тисячі слухачів, особливо жінок. Власне під час одного з таких віч у Мадриді прозвучало гасло ¡No pasarán! — Вони не пройдуть! Після падіння республіки 1939 року La Pasionaria перебралася до СРСР, де продовжувала політичну діяльність. Її єдиний син, Рубен, пішов до Червоної армії й загинув під Сталінградом.
1944 року стала Першим секретарем Комуністичної партії Іспанії, виконуючи ці обов'язки до 1960 року, після чого стала Генеральним секретарем Партії. Перебуваючи в еміграції, прийняла радянське громадянство, здобула також кілька відзнак (зокрема Почесний доктор Московського університету та Орден Леніна).
Після смерті генерала Франко повернулася до Іспанії. Попри значний вік продовжувала політичну діяльність. На перших демократичних виборах 1977 року її було знову обрано до Парламенту, посаду Генерального секретаря Комуністичної партії Іспанії займала аж до смерті. Під її керівництвом партія здійснила реформу програми: КПІ стала першим комуністичним угрупованням Європи, яке викреслило зі своєї програми елементи ленінізму, унезалежнившись від СРСР.

## В літературі
Твір латвійської поетеси і перекладачки Мірдзи Кемпе «Два сонети Долорес Ібаррурі» у перекладі українською Дмитра Павличка увійшов до його збірки «Сонети» (1978).